# خوسيه لويس كوجوفو
خوسيه لويس كوجوفو (بالإسبانية: José Luis Cuciuffo)‏: (1 فبراير 1961 - 11 ديسمبر 2004). وكان أحد المدافعين في التشكيلة الأساسية للمنتخب الوطني الأرجنتيني لعام 1986 الفائز بكأس العالم لكرة القدم 
وكان يلعب في مركز الظهير وكان يتميز باستخدام أسلوبه الخاص في اللعب.

## وصلات خارجية
- خوسيه لويس كوجوفو على موقع الاتحاد الدولي (مؤرشف)  (الإنجليزية)
- خوسيه لويس كوجوفو على موقع قاعدة بيانات كرة القدم.إي يو (الإنجليزية)
- خوسيه لويس كوجوفو على موقع ليكيب (الفرنسية)
- خوسيه لويس كوجوفو على موقع ناشيونال فوتبول تيمز (الإنجليزية)